# 法善寺 (葛飾区)
法善寺（ほうぜんじ）は、東京都葛飾区にある浄土真宗系の単立寺院。

## 歴史
創建年代は不明である。元々は大和国（現・奈良県）に位置し、宗派も天台宗であった。
その後、浄土真宗に転宗し、相模国三浦郡（現・神奈川県三浦市）に移転した。
1933年（昭和8年）に現在地に移転した。1945年（昭和20年）の空襲で、近隣の寺院4寺は被災したが、当寺は被災を免れたという。

## 交通アクセス
- 京成立石駅より徒歩6分（経路案内）。
- 青砥駅より徒歩9分（経路案内）。